# Pitcairnia kunhardtiana
Pitcairnia kunhardtiana är en gräsväxtart som beskrevs av Lyman Bradford Smith. Pitcairnia kunhardtiana ingår i släktet Pitcairnia och familjen Bromeliaceae. Inga underarter finns listade i Catalogue of Life.